# Zuurdesem

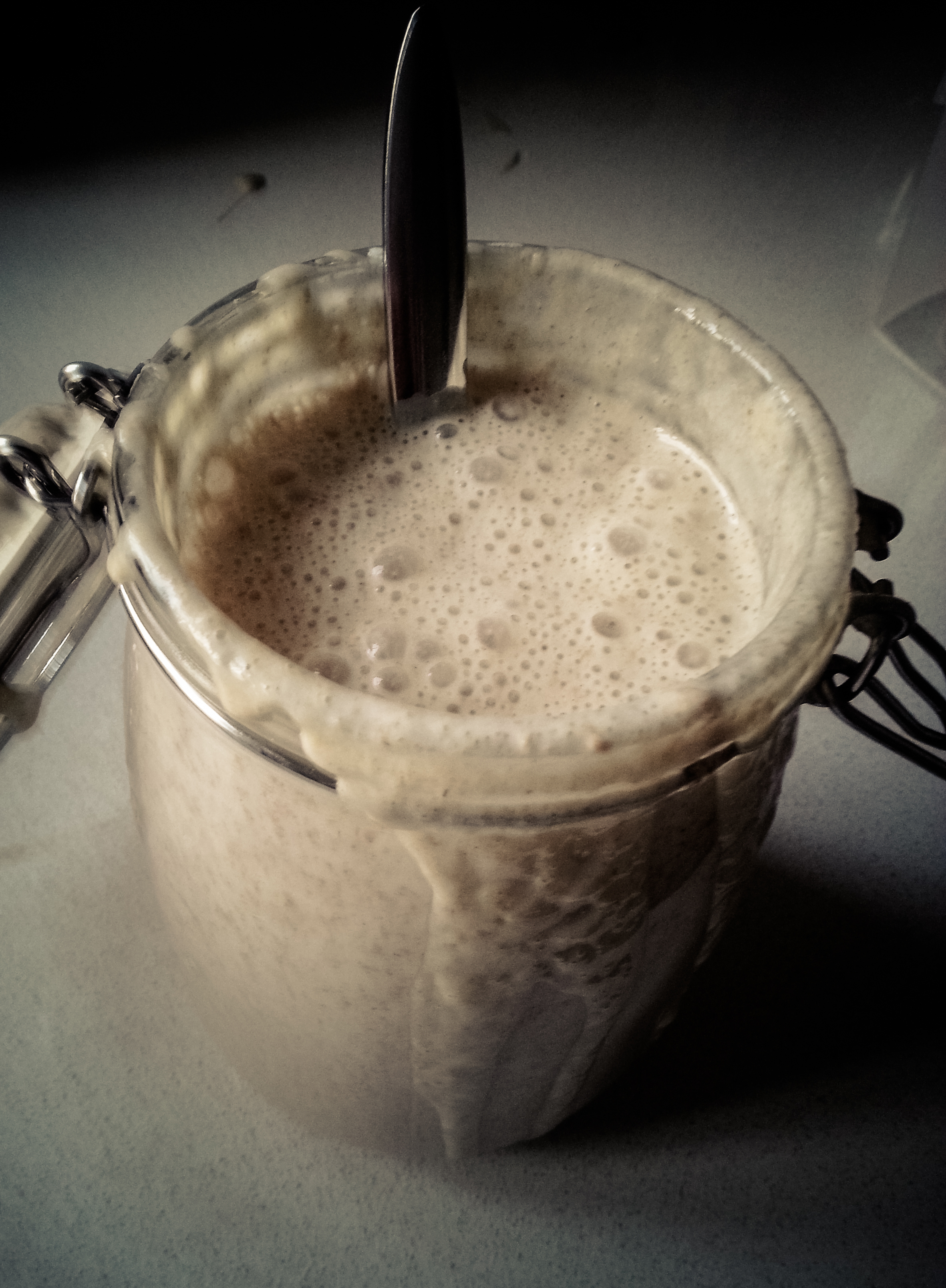
Vers zuurdesem in een glas

Zuurdesem, zuurdeeg, natuurdesem of desem is een brooddeeg op basis van meel en water zonder toevoeging van bakkersgist (Saccharomyces cerevisiae). Het deeg rijst dankzij fermentatie op basis van melkzuurbacteriën, azijnzuurbacteriën en gisten die er van nature in aanwezig zijn. Door dit proces heeft zuurdesembrood een licht zure smaak en een betere houdbaarheid.

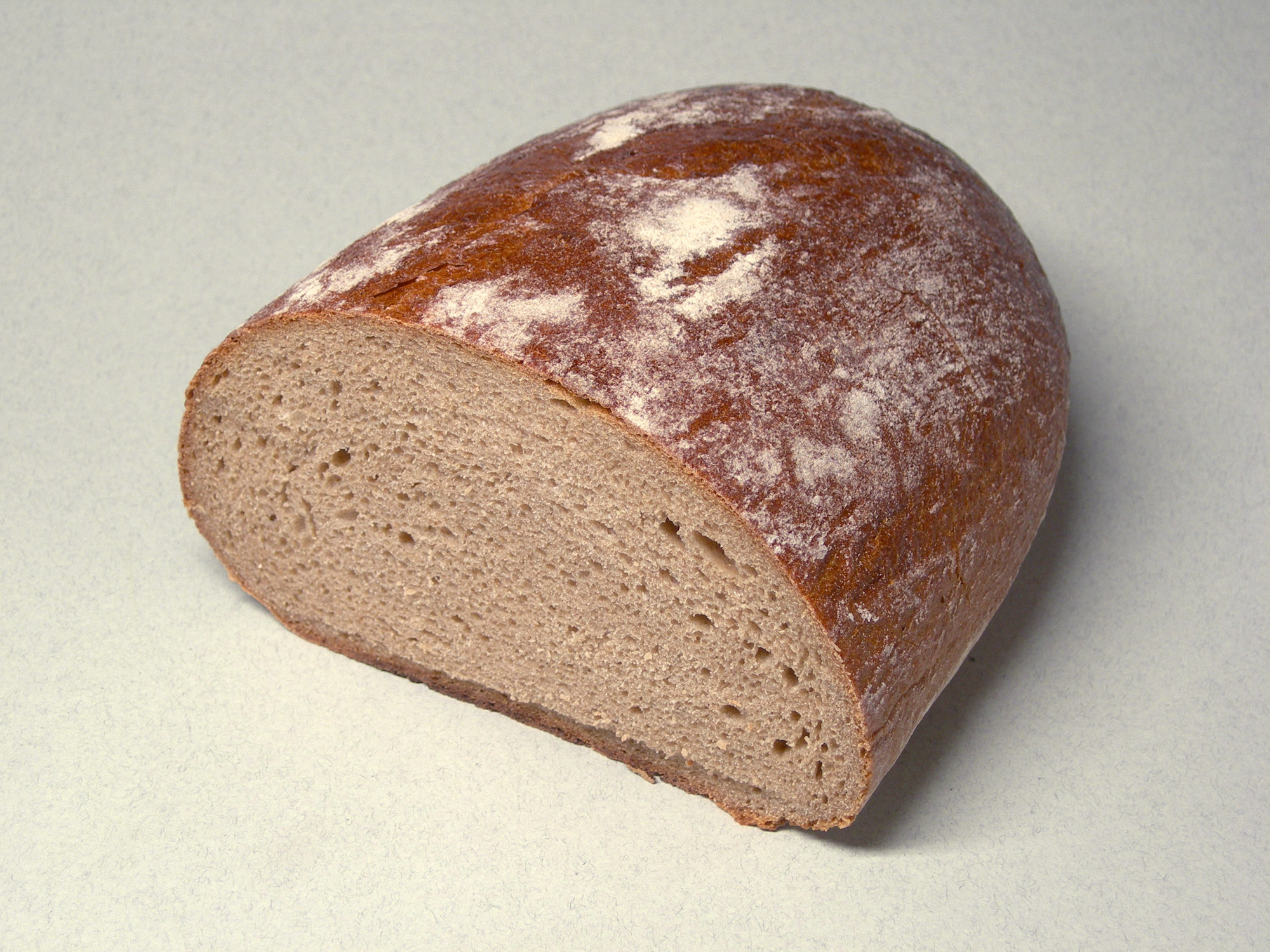
Zuurdesembrood

## Types
Ingedeeld wordt zuurdesem in drie types:
Type I. Zuurdesem dat met natuurlijk in de omgeving voorkomende micro-organismes begonnen wordt.
Type II. Zuurdesem op basis van een bestaande zuurdesemcultuur, een zogenaamd zetsel of in het Engels starter genoemd.
Type III. Zoals type II, echter met een starter in gedroogde vorm.

## Microbiologie
Elk zuurdesem bevat een eigen mengsel van bacteriën en gisten, die in symbiose leven en een eigen ecosysteem vormen. De bacteriën behoren meestal tot de lactobacillen en overtreffen de gisten in een verhouding van 100:1. Tot 60 verschillende lactobacillen zijn in zuurdesem beschreven en 20 gisten. In Europa veel voorkomemend zijn:
- Bacteriën: Lactobacillus plantarum, Pediococcus pentosaceus, L. paralimentarius, L. sanfranciscensis en L. curvatus
- Gisten: Saccaromyces cerevisiae (door toevoeging van bakkersgist), Kazachstania humilis en K. unispora.

Het eigen ecosysteem in een zuurdesem berust op een interactie van meerdere micro-organismes, die elkaar stabiliseren. Daardoor kan een bepaald zuurdesem over vele jaren dezelfde samenstelling behouden, ondanks contact met andere micro-organismen uit de omgeving. Een belangrijke rol dient daarbij de door de lactobacillen veroorzaakte zuurtegraad.

## Bereiding
Een zuurdesembrood begint met een cultuur (ook wel zetsel of starter genoemd), gemaakt van enkel meel en water. Dit zetsel laat men spontaan fermenteren ofwel vergisten gedurende meerdere dagen bij een bepaalde temperatuur. Als alternatief kan vers bestaand zuurdeeg of gedroogd zuurdesem in korrelvorm gebruikt worden. Fermentatie is noodzakelijk voor het rijzen van het deeg. De van nature aanwezige bacteriën en gisten zorgen onder andere voor de vorming van bellen koolzuurgas die het brood bij het bakken zijn luchtige structuur geven. Tijdens het fermenteren worden op gezette tijden meel en water toegevoegd. Soms wordt zout, olie of suiker toegevoegd om de structuur of de smaak te beïnvloeden.
Om brood te kunnen bakken wordt een deel van het zetsel gemengd met vers meel en water, gevormd, en voor het bakken nog enkele uren met rust gelaten om verder te rijzen (de zogenaamde levain of voordeeg). De rest van het zetsel wordt bewaard en regelmatig aangevuld met meel en water, zodat er steeds opnieuw een deel uit genomen kan worden om brood van te bakken.
Omdat de traditionele bereiding van zuurdesembrood veel meer tijd in beslag neemt dan die van brood op basis van bakkersgist, kiezen veel bakkers ervoor om zuurdesempoeder te gebruiken. De bakker gebruikt dan de gebruikelijke ingrediënten van een brood, waaronder gist, en voegt zuurdesempoeder toe om de smaak van een zuurdesembrood te krijgen. Hoewel de meeste bakkers in Nederland deze methode gebruiken en dit ook als zuurdesembrood zien en verkopen, beschouwen ambachtelijke bakkers deze productiemethode niet als de authentieke manier om zuurdesembrood te maken.

## Eigenschappen

### Deeg
Zuurdeeg heeft een pH-waarde van circa 3,5-4,25.

### Brood
De korst van traditioneel zuurdesembrood met roggemeel is roodachtig bruin van kleur. Of zuurdesembrood gezonder is dan brood dat enkel met gist is gebakken - zoals vaak gesuggereerd - is wetenschappelijk niet duidelijk te bewijzen. Zeker is dat het brood een karakteristiek en voller aroma heeft. Het brood heeft een malse veerkrachtige kruim. 
Ambachtelijk gemaakt zuurdesembrood bevat polysachariden. Deze polysachariden houden vocht vast waardoor het brood niet snel uitdroogt, wat een positief effect op de houdbaarheid heeft.

## Verkrijgbaarheid
Zuurdesembrood is in België en Nederland op biologische markten en bij biologische winkels verkrijgbaar en bij sommige bakkers, supermarkten en warenhuizen. 
In Centraal-Europa is zuurdesembrood een primair levensmiddel, dat bij elke bakker en in elke supermarkt verkrijgbaar is.

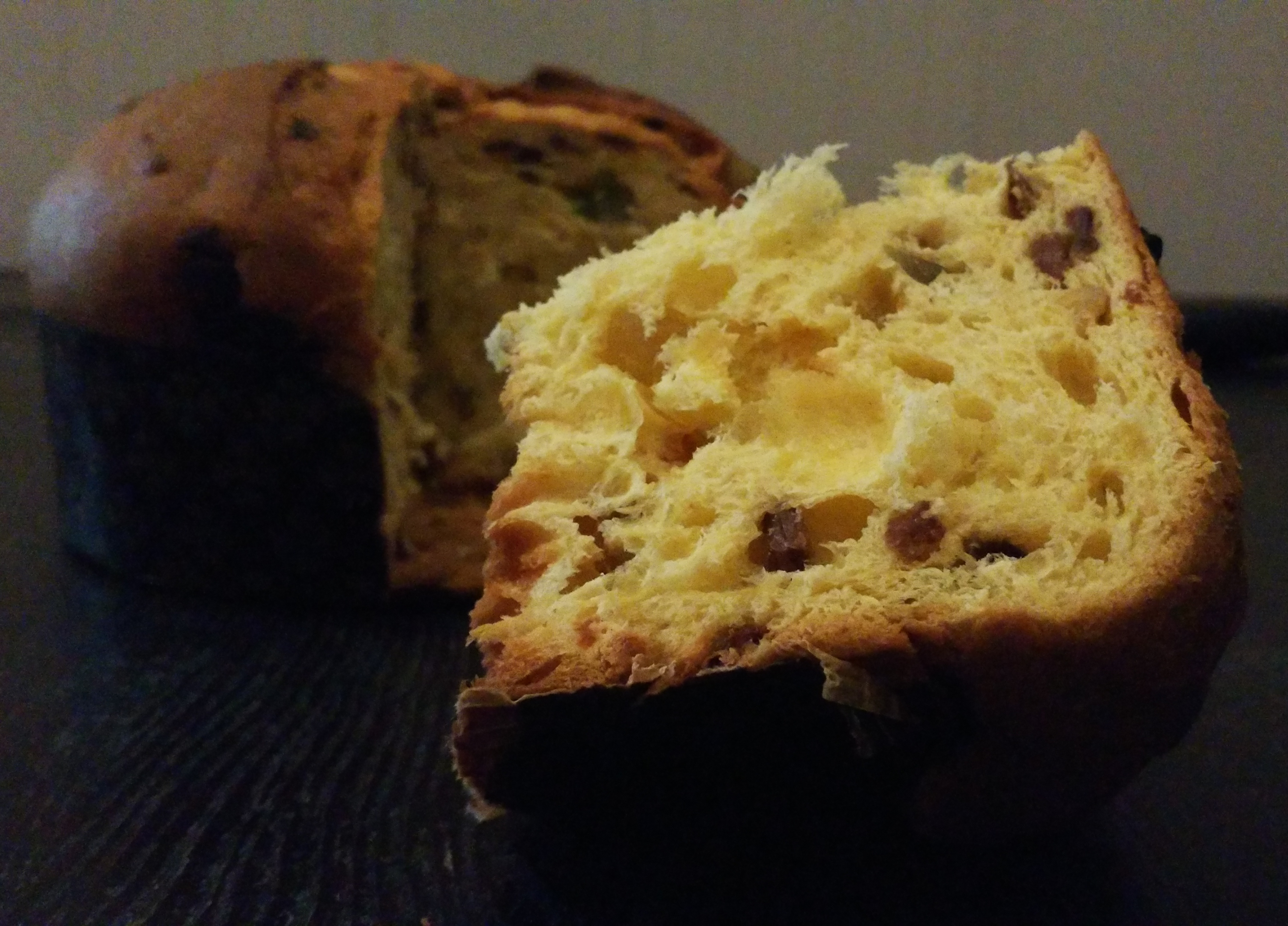
Panettone, met zuurdesem gebakken

## Lievito madre
Een bijzondere vorm van zuurdesem is het in Italië bekende lievito madre, letterlijk "moedergist". Het wijkt van de meeste andere zuurdesemsoorten af, in zoverre het uitsluitend op basis van tarwemeel en niet van roggemeel gemaakt wordt. Een effect hiervan is dat duidelijk minder melkzuurbacteriën groeien en het desem een mildere en minder zure smaak heeft. Bovendien wordt het aangezet met minder water, waardoor het een vaste consistentie heeft. Het wordt gebruikt voor het bakken van panettone, ciabatta, pizza en focaccia.